# II. Péter veszprémi püspök
Péter, Peta  (12. század) magyar katolikus főpap.

## Élete
A veszprémi egyházmegye élére jóval Pál püspök halálát követően került. A Magyar Archontológiában Peta néven tölti be hivatalát 1156-ban, mint választott püspök. Feljegyzések nevével kapcsolatban nem ismertek.
Utóda Mendlik Ágoston IX. Pius római pápa és a magyar püspöki kar, vagyis főpapok és egyháznagyok életrajzgyűjteménye című munkájában és Pius Bonifac Gams munkájában 1157-ben Absolon, viszont Lukcsics Pál művében 1164-ben János, ugyanakkor a Magyar Archontológiában 1171-ben Benedek.